# Mały pingwin Pik-Pok (serial animowany)

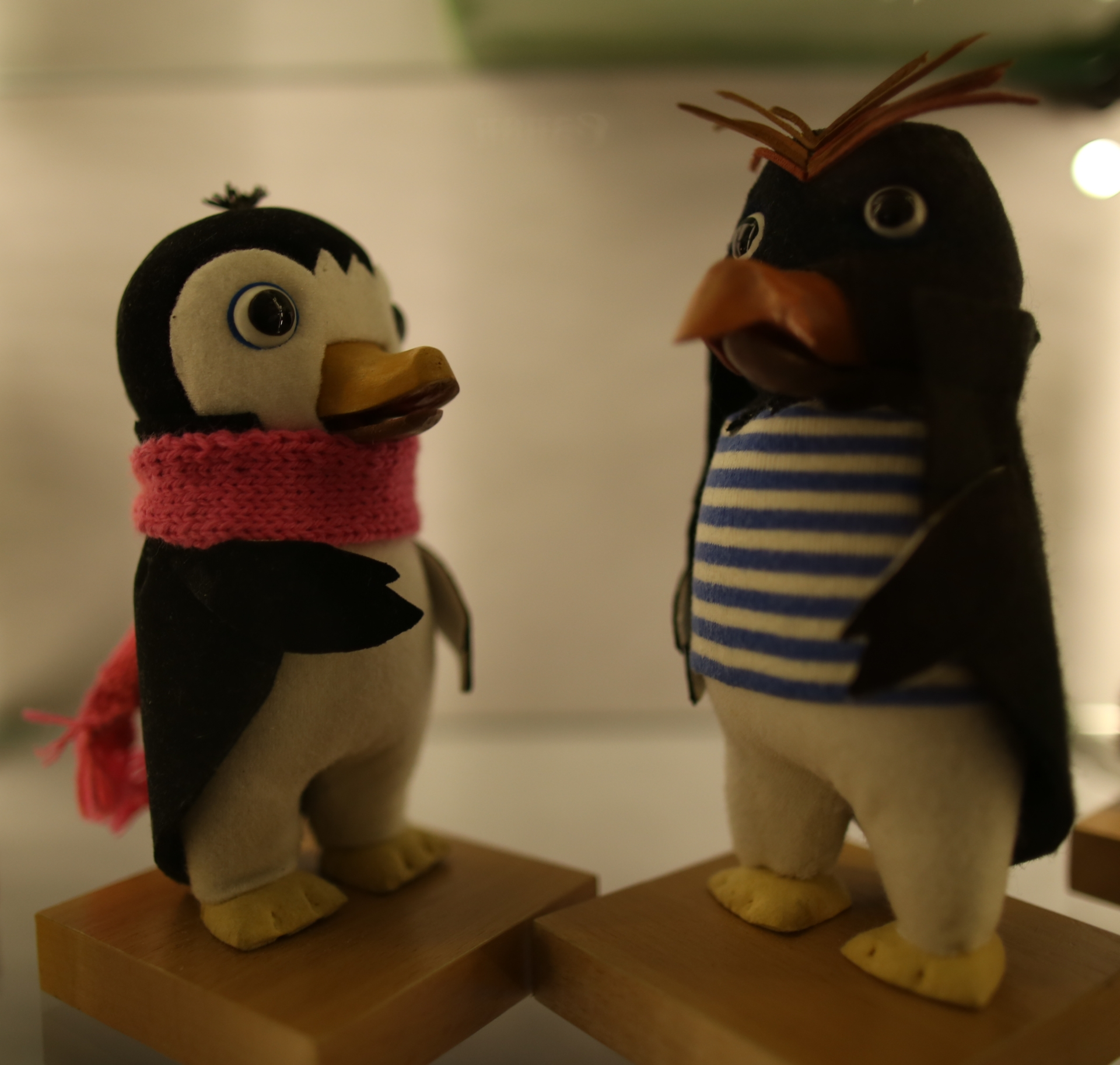
Pik-Pok i jego przyjaciel Nicpoń – lalki z serialu

Mały pingwin Pik-Pok – lalkowy serial animowany produkcji polskiej wyprodukowany w Studio Małych Form Filmowych Se-ma-for w Łodzi. Autorem projektów plastycznych lalek i dekoracji oraz kierownikiem artystycznym serii był Tadeusz Wilkosz. Jest to kontynuacja serii dla Przygody Misia Colargola (również wyprodukowany przez to samo studio, tych samych animatorów i reżysera animacji). Pod jego kierownictwem i nadzorem grupa realizatorów, zwłaszcza animatorów reżyserowała poszczególne odcinki.

## Opis
Seria zrealizowana na podstawie książki Adama Bahdaja pt. Mały pingwin Pik-Pok. Bohaterem jest pingwin Pik-Pok, który postanawia zwiedzić świat i opuścić Wyspę Śnieżnych Burz. Poznaje wielu wspaniałych przyjaciół oraz przeżywa fascynujące przygody.

## Lista odcinków
| Nr. | Tytuł odcinka             | Rok produkcji | Reżyseria            |
| --- | ------------------------- | ------------- | -------------------- |
| 1   | Spotkanie z wielorybem    | 1989          | Eugeniusz Ignaciuk   |
| 2   | Latający pingwin          | 1989          | Jadwiga Kudrzycka    |
| 3   | Ukarane łakomstwo         | 1989          | Jadwiga Kudrzycka    |
| 4   | Fiołki i słowiki          | 1989          | Eugeniusz Ignaciuk   |
| 5   | W niewoli u rybaka        | 1989          | Krzysztof Brzozowski |
| 6   | Lody Pingwin              | 1989          | Krystyna Kulczycka   |
| 7   | Wizyta w zoo              | 1989          | Krystyna Kulczycka   |
| 8   | Kolega kiwi               | 1989          | Eugeniusz Ignaciuk   |
| 9   | Zgubiony klucz            | 1989          | Eugeniusz Ignaciuk   |
| 10  | Podwieczorek z krokodylem | 1989          | Krystyna Kulczycka   |
| 11  | Kaczka zapominalska       | 1990          | Krystyna Kulczycka   |
| 12  | Bohater dnia              | 1990          | Eugeniusz Ignaciuk   |
| 13  | Spotkanie z Kasią         | 1990          | Eugeniusz Ignaciuk   |
| 14  | Wycieczka nad jezioro     | 1990          | Tadeusz Wilkosz      |
| 15  | Parasol wujka             | 1990          | Krzysztof Brzozowski |
| 16  | Wiercipiętka              | 1990          | Krystyna Kulczycka   |
| 17  | Spotkanie z kolegą        | 1991          | Dariusz Zawilski     |
| 18  | Pik-Pok na morzu          | 1991          | Krzysztof Brzozowski |
| 19  | Pik-Pok i ośmiornica      | 1991          | Wojciech Gierłowski  |
| 20  | Biały miś                 | 1991          | Krystyna Kulczycka   |
| 21  | Lisek Chytrusek           | 1991          | Krzysztof Brzozowski |
| 22  | Mały Eskimos              | 1991          | Krystyna Kulczycka   |
| 23  | Łowcy fok                 | 1991          | Dariusz Zawilski     |
| 24  | Alki z północy            | 1992          | Wojciech Gierłowski  |
| 25  | Polarnik                  | 1992          | Dariusz Zawilski     |
| 26  | Szkoła w igloo            | 1992          | Tadeusz Wilkosz      |